# Гайман Мінські
Гайман Філіп Мінські (англ. Hyman Philip Minsky; 23 вересня 1919, Чикаго — 24 жовтня 1996, Рінебек, штат Нью-Йорк) — американський економіст, представник монетарного посткейнсіанства, автор гіпотези фінансової нестабільності.
Бакалавр (1941) Університету Чикаго; магістр (1947) і доктор філософії (1954) Гарвардського університету. Служив в армії США (1943-1946), брав участь у бойових діях в Європі під час Другої світової війни. З 1965 по 1990 рік викладав в університеті Вашингтона в Сент-Луїсі. Лауреат премії Веблена — Коммонса (1996).

## Наукові ідеї
Гайман Мінскі виступив з критикою як неокейнсіанства, так і монетаризму, звинувативши їх у тому, що вони розглядають сучасну економіку як «сільський ярмарок». У той же час, на думку Мінскі, сучасна економіка має складний грошовий характер, у якому кредитна система є потужним внутрішнім дестабілізуючим фактором.

## «Момент Мінські»
При розробці теорії економічних циклів Гайман Мінські виділив три класи позичальників.
Хеджеві можуть легко задовольнити всі вимоги за борговими виплатами, використовуючи свої грошові потоки.
Спекулятивні в змозі виплачувати поточні відсотки, але змушені рефінансувати свої кредити, щоб виплачувати основну суму позики.
У той же час позичальники Понці (названі так по імені відомого організатора фінансових пірамід в Америці в 1920-х Чарльза Понці) не можуть розраховувати на грошові потоки, а тільки на постійне зростання вартості активу. У разі припинення росту вони виявляються неплатоспроможними, настає момент Мінські.

## Основні твори
- «Джон Мейнард Кейнс» (John Maynard Keynes, 1975);
- «Як стабілізувати нестійку економіку» (Stabilizing an Unstable Economy, 1986).